# Welcome to the Neighborhood
Welcome to the Neighborhood är ett musikalbum med rocksångaren Meat Loaf, utgivet 1995. 
Tre singlar släpptes från albumet, "I'd Lie For You (And That's the Truth)", "Not A Dry Eye In the House" och "Runnin' For the Red Light (I Gotta Life)". De två första, båda skrivna av Diane Warren, blev mest framgångsrika. Bland övriga låtar finns bland annat två av den gamle radarpartnern Jim Steinman och en cover av Tom Waits "Martha", från hans album Closing Time.

## Låtlista
1. "Where the Rubber Meets the Road" (Paul Jacobs/Sarah Durkee) – 4:57
2. "I'd Lie for You (And That's the Truth)" (Diane Warren) – 6:41
3. "Original Sin" (Jim Steinman) – 5:56
4. "45 Seconds of Ecstasy" (Martha Minter Bailey) – 1:06
5. "Runnin' for the Red Light (I Gotta Life)" (Harry Vanda/George Young/Patti Russo/Meat Loaf/Durkee) – 3:59
6. "Fiesta de Las Almas Perdidas" (Jeff Bova) – 1:27
7. "Left in the Dark" (Steinman) – 7:13
8. "Not a Dry Eye in the House" (Warren) – 5:54
9. "Amnesty Is Granted" (Sammy Hagar) – 6:09
10. "If This Is the Last Kiss (Let's Make It Last All Night)" (Warren) – 4:34
11. "Martha" (Tom Waits) – 4:40
12. "Where Angels Sing" (Steven Allen Davis) – 6:09